# Баллидафф (Уэксфорд)

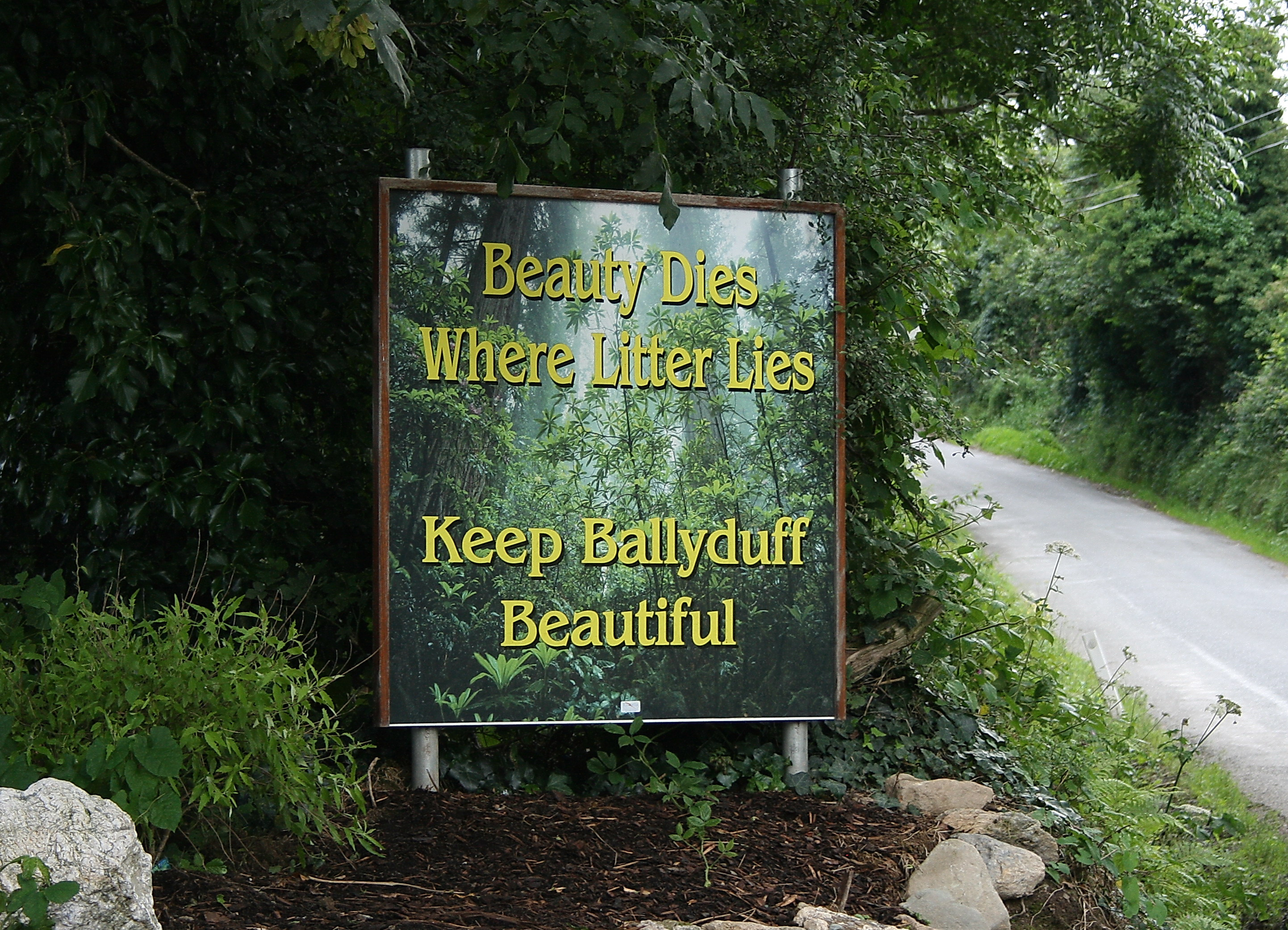

Баллидафф (англ. Ballyduff; ирл. An Baile Dubh) — деревня в Ирландии, находится в графстве Уэксфорд (провинция Ленстер).